# Ketapanrame
Ketapanrame is een bestuurslaag in het regentschap Mojokerto van de provincie Oost-Java, Indonesië. Ketapanrame telt 5226 inwoners (volkstelling 2010).